# Spirits of St. Louis
Gli Spirits of St. Louis furono una franchigia di pallacanestro della American Basketball Association, attiva, sotto diversi nomi e in diverse città, tra il 1967 e il 1976.

## Houston Mavericks
La franchigia venne creata nel 1967 a Houston, assumendo il nome di Houston Mavericks; il proprietario era Bud Adams, già proprietario degli Houston Oilers. Due furono le stagioni giocate nella ABA dalla formazione del Texas, con risultati mediocri.

## Carolina Cougars

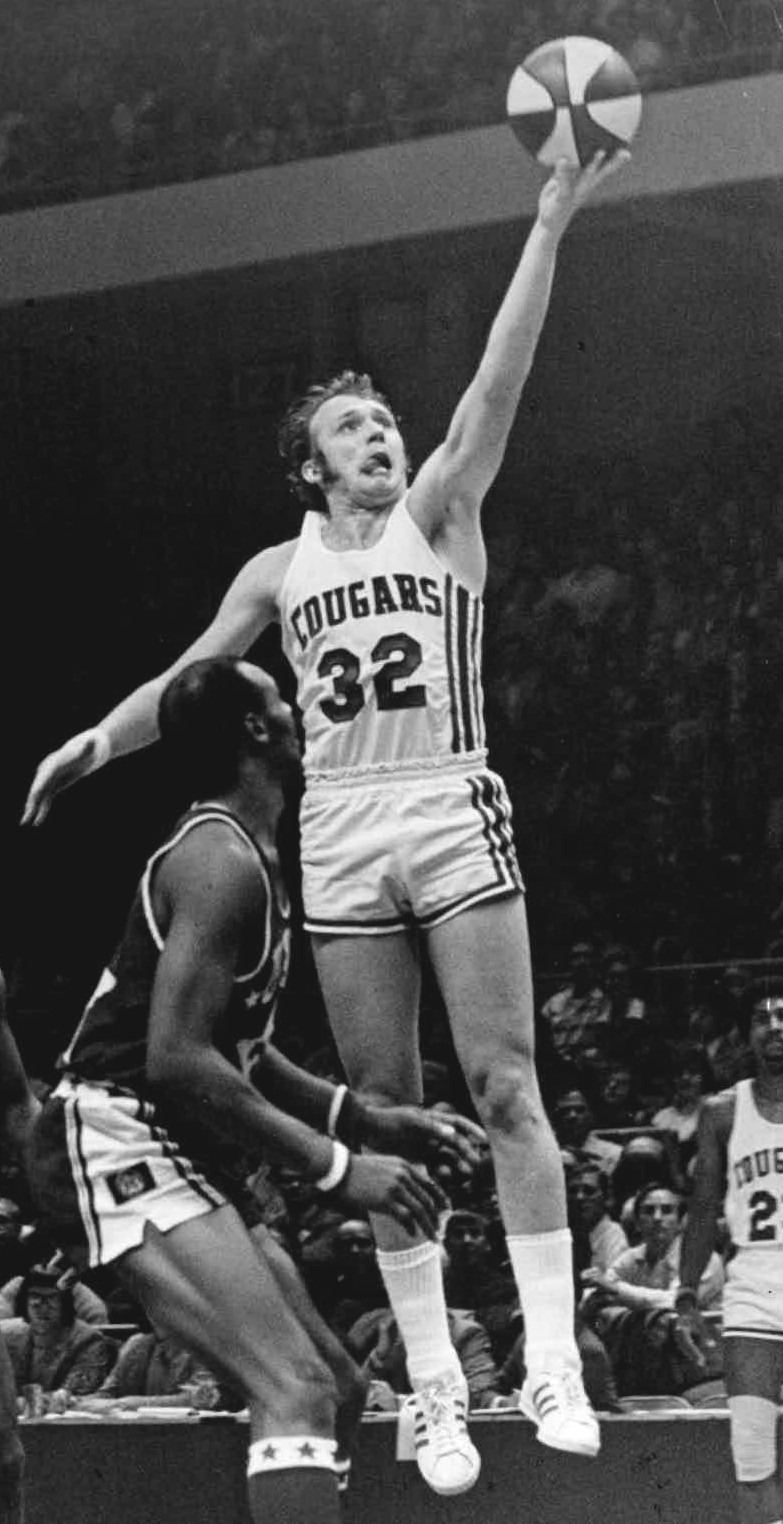
Billy Cunningham votato come MVP nella stagione 1972-1973

Trasferita nella Carolina del Nord nel 1969, la franchigia assunse la nuova denominazione di Carolina Cougars diventando una delle franchigie "regionali" dell'ABA, disputando le partite interne stagionali in diverse città Charlotte, Greensboro, Raleigh.
Le prime due stagioni furono all'insegna di risultati non molto positivi, nonostante l'arrivo di giocatori importanti come il due volte NBA All-Star Joe Caldwell arrivato dagli Atlanta Hawks, mentre non erano riusciti a firmare Pete Maravich che scelse di andare a giocare in NBA proprio agli Hawks.
Nel 1971-1972 l'esordiente Jim McDaniels che aveva iniziato la stagione mettendo a referto in 58 partite 26,8 punti e 14 rimbalzi di media a partita venendo selezionato anche per l'All Star-Game, per divergenze sulla rinegoziazione del proprio contratto decise di passare in NBA ai Seattle SuperSonics senza aspettare il termine della stagione.
Con l'ingaggio dell'esordiente Larry Brown in panchina e dell'ex campione NBA Billy Cunningham, oltre a Mack Calvin, ci fu una svolta radicale, con la squadra che fece registrare il miglior record della regular season in ABA nella stagione 1972-1973 (57-27) con Cunningham eletto come MVP della Regular Season.
Nei playoff 1973 sconfiggeranno i New York Nets al primo turno, per poi perdere in 7 partite contro i Kentucky Colonels, che elimineranno i Cougars anche l'anno successivo agevolati stavolta dai problemi ai reni occorsi a Billy Cunningham e che dopo due operazioni lo farà rientrare in campo solo in gara 2 ad Aprile, uscendo dalla panchina e giocando solo per poche decine di minuti non essendo ancora completamente ristabilito.

## Spirits of St. Louis
Trasferita a Saint Louis dai nuovi proprietari Ozzie e Daniel Silna, la franchigia venne rinominata Spirits of St. Louis in onore dell'aereo - lo Spirit of St. Louis, appunto - con cui Charles Lindbergh compì la prima trasvolata atlantica, cambiando anche il logo e i colori.
Larry Brown e Doug Moe passarono a Denver per allenare i Nuggets, Billy Cunningham alla scadenza del suo contratto tornò in NBA a Philadelphia, e la quasi totalità dei giocatori ad eccezione di Joe Caldwell cambiò squadra o venne scambiato.
Venne scelto come allenatore Bob MacKinnon draftando giovani talentuosi come Marvin Barnes, Maurice Lucas, Gus Gerard, Jimmy Foster e Fly Williams che si andavano ad aggiungere a veterani come Steve Jones, Freddie Lewis scambiato in cambio del centro Tom Owens, e dopo metà stagione Don Adams proveniente dai Detroit Pistons.
Marvin Barnes che terminerà la sua prima stagione venendo eletto Rookie dell'anno, All-Star e nell'All-ABA Second Team segnando 24 punti con 15,6 rimbalzi di media a partita, si dimostrerà essere un grande talento ma totalmente fuori controllo, mancando allenamenti, presentandosi all'ultimo alle partite fino a sparire per settimane intere senza far sapere più niente di sé.
Nonostante questo St.Louis con un record di 32-52 riuscì a qualificarsi per i playoff dove avrebbero incontrato i New York Nets di Julius Erving campioni in carica ABA, con cui in stagione avevano perso in tutte e 11 le partite con un margine medio di 17,1 punti;
Dopo aver perso gara 1, incredibilmente vinsero tutte le successive 4 partite in una delle più grandi sorprese di sempre nella storia della pallacanestro, con grandi prove dei rookie Maurice Lucas e soprattutto Marvin Barnes che dominò la serie chiudendo con 30,6 punti e 15,6 rimbalzi di media a partita, e da grandi prestazioni del 3 volte campione ABA Freddie Lewis che mise a segno anche il tiro sulla sirena che portò la vittoria nella serie in gara 5 per St.Louis.
La corsa terminò al turno successivo contro i futuri campioni dei Kentucky Colonels che vinsero per 4 gare a 1, e dove fu determinante in gara 4 con la serie sul 2 a 1 il grave infortunio occorso a Freddie Lewis che pregiudicò una possibile rimonta.
Al termine della stagione venne scelto come allenatore Rod Thorn, venne draftato M.L. Carr e venne messo sotto contratto dai Boston Celtics Don Chaney mentre Steve Jones fece il percorso inverso andando ai Portland Trail Blazers.
Dopo un inizio di stagione stentato per la squadra, venne scambiato Maurice Lucas che passò ai Kentucky Colonels in cambio del centro Caldwell Jones, Gus Gerard andò a Denver e Don Adams tornò in NBA a Buffalo.
A seguito del sorprendente scioglimento degli Utah Stars a Dicembre 1975, 4 giocatori passarono a St.Louis, tra cui due grandi giocatori: Ron Boone e Moses Malone, che stava ancora recuperando da un infortunio al piede.
Dopo un record iniziale di 20-27 fu cambiato anche l'allenatore Rod Thorn (esasperato dal comportamento folle di Marvin Barnes), assumendo Joe Mullaney che nonostante il grande talento presente in squadra chiuderà la stagione persino peggio con 15 vittorie e 22 sconfitte finendo sesto con un record complessivo di 35-49, quattro vittorie dietro gli Indiana Pacers non qualificandosi per i playoff.
Per tutta la stagione si era parlato prima di una possibile fusione con gli Utah Stars e in seguito di un trasferimento nella stagione successiva della squadra a Salt Lake City in caso di mancato accordo di fusione con l'NBA, che invece avvenne e siccome St.Louis come Kentucky non rientravano nelle 4 squadre ammesse in NBA, i proprietari Ozzie e Daniel Silna chiesero come risarcimento oltre a un pagamento di 2,2 milioni di dollari una percentuale sui futuri diritti televisivi delle quattro nuove squadre ammesse in NBA indeterminatamente, per un ammontare pari a un settimo del totale: in quattro decadi questo accordo fruttò loro circa a 300 milioni di dollari.
I giocatori degli Spirits of St.Louis, come quelli dei Kentucky Colonels vennero resi disponibili alle altre squadre NBA attraverso un Dispersal Draft, tra questi da ricordare: Ron Boone che venne scelto come terza scelta dai Kansas City Kings per 250.000 dollari, Marvin Barnes come quarta dai Detroit Pistons per 500.000 dollari, Moses Malone come quinta scelta per 350.000 dollari dai Portland Trail Blazers che avendo però già scelto con la seconda scelta Maurice Lucas lo girarono ai Buffalo Braves che a loro volta dopo due partite lo cedettero agli Houston Rockets.

## Record stagione per stagione
| Campione ABA | Campione di Division (Playoffs) | Campione di Division (Regular Season) |

| Stagione            | V   | P   | %    | Play-off                                            | Risultati                                      |
| ------------------- | --- | --- | ---- | --------------------------------------------------- | ---------------------------------------------- |
| Houston Mavericks   |     |     |      |                                                     |                                                |
| 1967-68             | 29  | 49  | 37,2 | Perdono Semifinali Division                         | Dallas 3, Houston 0                            |
| 1968-69             | 23  | 55  | 29,5 | -                                                   | -                                              |
| Carolina Cougars    |     |     |      |                                                     |                                                |
| 1969-70             | 42  | 42  | 50,0 | Perdono Semifinali Division                         | Indiana 4, Carolina 0                          |
| 1970-71             | 34  | 50  | 40,5 | -                                                   | -                                              |
| 1971-72             | 35  | 49  | 41,7 | -                                                   | -                                              |
| 1972-73             | 57  | 27  | 67,9 | Vincono Semifinali Division Perdono Finali Division | Carolina 4, New York 1 Kentucky 4, Carolina 3  |
| 1973-74             | 47  | 37  | 56,0 | Perdono Semifinali Division                         | Kentucky 4, Carolina 0                         |
| Spirits of St.Louis |     |     |      |                                                     |                                                |
| 1974-75             | 32  | 52  | 38,1 | Vincono Semifinali Division Perdono Finali Division | St.Louis 4, New York 1 Kentucky 4, St. Louis 1 |
| 1975-76             | 35  | 49  | 41,7 | -                                                   | -                                              |
| Totale ABA          | 334 | 410 | 44,9 |                                                     |                                                |
| Playoff ABA         | 12  | 21  | 36,4 |                                                     |                                                |

## Membri della Basketball Hall of Fame
| Membri degli Houston Mavericks nella Basketball Hall of Fame | Membri degli Houston Mavericks nella Basketball Hall of Fame | Membri degli Houston Mavericks nella Basketball Hall of Fame | Membri degli Houston Mavericks nella Basketball Hall of Fame | Membri degli Houston Mavericks nella Basketball Hall of Fame |
| Giocatori                                                    | Giocatori                                                    | Giocatori                                                    | Giocatori                                                    | Giocatori                                                    |
| Num.                                                         | Nome                                                         | Ruolo                                                        | Stagione/i                                                   | Introdotto                                                   |
| ------------------------------------------------------------ | ------------------------------------------------------------ | ------------------------------------------------------------ | ------------------------------------------------------------ | ------------------------------------------------------------ |
| Slater Martin                                                | Slater Martin                                                | Allenatore                                                   | 1967–1968                                                    | 1982                                                         |

| Membri dei Carolina Cougars nella Basketball Hall of Fame | Membri dei Carolina Cougars nella Basketball Hall of Fame | Membri dei Carolina Cougars nella Basketball Hall of Fame | Membri dei Carolina Cougars nella Basketball Hall of Fame | Membri dei Carolina Cougars nella Basketball Hall of Fame |
| Giocatori                                                 | Giocatori                                                 | Giocatori                                                 | Giocatori                                                 | Giocatori                                                 |
| Num.                                                      | Nome                                                      | Ruolo                                                     | Stagione/i                                                | Introdotto                                                |
| --------------------------------------------------------- | --------------------------------------------------------- | --------------------------------------------------------- | --------------------------------------------------------- | --------------------------------------------------------- |
| 32                                                        | Billy Cunningham                                          | AP/AG                                                     | 1972–1974                                                 | 1986                                                      |
| Allenatori                                                |                                                           |                                                           |                                                           |                                                           |
| Nome                                                      | Nome                                                      | Ruolo                                                     | Stagione/i                                                | Introdotto                                                |
| Larry Brown                                               | Larry Brown                                               | Allenatore                                                | 1972–1974                                                 | 2002                                                      |

| Membri degli Spirits of St.Louis nella Basketball Hall of Fame | Membri degli Spirits of St.Louis nella Basketball Hall of Fame | Membri degli Spirits of St.Louis nella Basketball Hall of Fame | Membri degli Spirits of St.Louis nella Basketball Hall of Fame | Membri degli Spirits of St.Louis nella Basketball Hall of Fame |
| Giocatori                                                      | Giocatori                                                      | Giocatori                                                      | Giocatori                                                      | Giocatori                                                      |
| Num.                                                           | Nome                                                           | Ruolo                                                          | Stagione/i                                                     | Introdotto                                                     |
| -------------------------------------------------------------- | -------------------------------------------------------------- | -------------------------------------------------------------- | -------------------------------------------------------------- | -------------------------------------------------------------- |
| 13                                                             | Moses Malone                                                   | C                                                              | 1975–1976                                                      | 2001                                                           |
| Contributori                                                   |                                                                |                                                                |                                                                |                                                                |
| Nome                                                           | Nome                                                           | Ruolo                                                          | Stagione/i                                                     | Introdotto                                                     |
| Rod Thorn                                                      | Rod Thorn                                                      | Allenatore                                                     | 1975                                                           | 2018                                                           |

## Allenatori
| Legenda | Legenda                                                                              |
| ------- | ------------------------------------------------------------------------------------ |
| PA      | Partite allenate                                                                     |
| V       | Vittorie                                                                             |
| S       | Sconfitte                                                                            |
| V%      | Percentuale di vittorie                                                              |
|         | Ha trascorso l'intera sua carriera da allenatore ABA con i Mavericks/Cougars/Spirits |
|         | Eletto nella Basketball Hall of Fame                                                 |

| Houston Mavericks   |                |           |     |     |    |      |    |   |   |      |  |       |
| 1                   | Slater Martin  | 1967-1968 | 90  | 32  | 58 | .356 | 3  | 0 | 3 | .000 |  | [ 1 ] |
| 2                   | Jim Weaver     | 1968–1969 | 66  | 20  | 46 | .303 | —  | — | — | —    |  | [ 2 ] |
| Carolina Cougars    |                |           |     |     |    |      |    |   |   |      |  |       |
| 3                   | Bones McKinney | 1969-1971 | 126 | 59  | 67 | .468 | 4  | 0 | 4 | .000 |  | [ 3 ] |
| 4                   | Jerry Steele   | 1971      | 42  | 17  | 25 | .405 | —  | — | — | —    |  | [ 4 ] |
| 5                   | Tom Meschery   | 1971–1972 | 84  | 35  | 49 | .417 | —  | — | — | —    |  | [ 5 ] |
| 6                   | Larry Brown    | 1972–1974 | 168 | 104 | 64 | .619 | 16 | 7 | 9 | .438 |  | [ 6 ] |
| Spirits of St.Louis |                |           |     |     |    |      |    |   |   |      |  |       |
| 7                   | Bob MacKinnon  | 1974–1975 | 84  | 32  | 52 | .381 | 10 | 5 | 5 | .500 |  | [ 7 ] |
| 8                   | Rod Thorn      | 1975–1976 | 47  | 20  | 27 | .426 | —  | — | — | —    |  | [ 8 ] |
| 9                   | Joe Mullaney   | 1976      | 37  | 15  | 22 | .405 | —  | — | — | —    |  | [ 9 ] |

## Leader di franchigia
Le statistiche prendono in considerazione le partite di regular season ABA.
1. Joe Caldwell: 5.492
2. Bob Verga: 4.543
3. Gene Littles: 3.851
4. Marvin Barnes: 3.465
5. Larry Miller: 3.046

1. Marvin Barnes: 24,1
2. Billy Cunningham: 23,1
3. Bob Verga: 22,9
4. Willie Somerset: 22,5
5. Freddie Lewis: 18,4

1. Gene Littles: 389
2. Joe Caldwell: 314
3. Ed Manning: 242
4. Ted McClain: 232
5. Larry Miller: 219

1. Joe Caldwell: 385
2. Ted McClain: 370
3. Billy Cunningham: 275
4. Freddie Lewis: 246
5. Gene Littles: 225

1. Marvin Barnes: 1.927
2. Joe Caldwell: 1.750
3. Tom Owens: 1.580
4. George Peeples: 1.456
5. Gene Littles: 1.389

1. Marvin Barnes: 271
2. Caldwell Jones: 165
3. Jim Chones: 131
4. Gus Gerard: 129
5. Maurice Lucas: 85

1. Joe Caldwell: 1.390
2. Gene Littles: 1.217
3. George Lehmann: 759
4. Ted McClain: 693
5. Billy Cunningham: 680

1. George Lehmann: 203
2. Bob Verga: 92
3. Stew Johnson: 75
4. Willie Somerset: 50
5. Freddie Lewis: 48

## Palmarès
Titoli ABA Division (Regular Season): 1
Carolina Cougars: 1972-1973

## Riconoscimenti individuali
ABA Most Valuable Player Award
- Billy Cunningham - 1973

ABA Rookie of the Year Award
- Marvin Barnes - 1975

ABA All-Rookie Team
- Dennis Wuycik - 1973
- Marvin Barnes - 1975
- Gus Gerard - 1975
- M.L. Carr - 1976

ABA Coach of the Year Award
- Larry Brown - 1973

ABA All-Star Game Most Valuable Player Award
- Freddie Lewis - 1975

ABA All-Time Team
- Marvin Barnes
- Ron Boone
- Mack Calvin
- Billy Cunningham
- Freddie Lewis
- Maurice Lucas
- Moses Malone
- Doug Moe

All-ABA First Team
- Billy Cunningham - 1973
- Mack Calvin - 1974

All-ABA Second Team
- Joe Caldwell - 1971
- Mack Calvin - 1973
- Marvin Barnes - 1975

ABA All-Defensive Team
- Joe Caldwell - 1973
- Ted McClain - 1974

ABA All-Star Game head coaches
- Larry Brown – 1973

ABA All-Star Game
- Joe Caldwell - 1971, 1973
- Mack Calvin - 1973, 1974
- Marvin Barnes - 1975, 1976
- Art Becker - 1968
- DeWitt Menyard - 1968
- Willie Somerset - 1969
- Doug Moe - 1970
- Bob Verga - 1970
- Jim McDaniels - 1972
- Wendell Ladner - 1972
- Billy Cunningham - 1973
- Ted McClain - 1974
- Freddie Lewis - 1975
- Ron Boone - 1976